# Campionato mondiale di hockey su ghiaccio maschile 2023
Il campionato mondiale di hockey su ghiaccio maschile 2023 fu l'ottantaseiesima edizione della manifestazione. Si disputò nelle città di Tampere, in Finlandia, e di Riga, in Lettonia, nel periodo tra il 12 e il 28 maggio 2023.
Originariamente il torneo doveva essere organizzato a San Pietroburgo, in Russia, ma nel febbraio 2022 il CIO aveva chiesto di togliere a Russia e Bielorussia l'organizzazione di tutti gli eventi sportivi internazionali in seguito all'invasione russa dell'Ucraina. Il 26 aprile 2022, fu confermato che la Russia aveva perso il diritto di organizzare il torneo. Il 27 maggio 2022 l'IIHF confermò che Finlandia e Lettonia avrebbero ospitato la competizione, dopo che la Finlandia aveva organizzato l'edizione 2022 a Tampere e Helsinki.
Il Canada vinse il titolo per la ventottesima volta, sconfiggendo in finale la Germania per 5-2.

## Stadi
| Tampere Riga | Finlandia        | Lettonia         |
| Tampere Riga | Tampere          | Riga             |
| ------------ | ---------------- | ---------------- |
| Tampere Riga | Nokia Arena      | Arena Riga       |
| Tampere Riga | Capienza: 13 455 | Capienza: 10 300 |
| Tampere Riga |                  |                  |

## Squadre partecipanti
Qualificate come paesi ospitanti
- Finlandia
- Lettonia

Automaticamente qualificate come prime 14 classificate dell'edizione 2022
- Austria
- Canada
- Danimarca
- Francia
- Germania
- Kazakistan
- Norvegia
- Rep. Ceca
- Slovacchia
- Stati Uniti
- Svezia
- Svizzera

Promosse dalla Prima Divisione A 2022
- Slovenia
- Ungheria

## Gruppi
La suddivisione dei gruppi è stata fatta basandosi sul ranking IIHF del 2022, utilizzando il sistema a serpentina.
Gruppo A
- Finlandia (1)
- Stati Uniti (4)
- Svezia (5)
- Germania (9)
- Danimarca (10)
- Francia (13)
- Austria (15)
- Ungheria (20)

Gruppo B
- Canada (2)
- Rep. Ceca (3)
- Svizzera (7)
- Slovacchia (8)
- Lettonia (11)
- Norvegia (12)
- Kazakistan (16)
- Slovenia (19)

## Fase a gironi

### Gruppo A
| Pos | Squadra       | G | V | VS | PS | P | GF | GS | DG  | Pt | Qualificazione o retrocessione             |
| --- | ------------- | - | - | -- | -- | - | -- | -- | --- | -- | ------------------------------------------ |
| 1   | Stati Uniti   | 7 | 6 | 1  | 0  | 0 | 34 | 8  | +26 | 20 | Quarti di finale                           |
| 2   | Svezia        | 7 | 5 | 1  | 1  | 0 | 26 | 7  | +19 | 18 | Quarti di finale                           |
| 3   | Finlandia (H) | 7 | 5 | 0  | 1  | 1 | 28 | 15 | +13 | 16 | Quarti di finale                           |
| 4   | Germania      | 7 | 4 | 0  | 0  | 3 | 27 | 16 | +11 | 12 | Quarti di finale                           |
| 5   | Danimarca     | 7 | 2 | 1  | 0  | 4 | 19 | 26 | −7  | 8  | Qualificazione al Campionato mondiale 2024 |
| 6   | Francia       | 7 | 0 | 1  | 2  | 4 | 10 | 31 | −21 | 4  | Qualificazione al Campionato mondiale 2024 |
| 7   | Austria       | 7 | 0 | 1  | 1  | 5 | 11 | 27 | −16 | 3  | Qualificazione al Campionato mondiale 2024 |
| 8   | Ungheria      | 7 | 0 | 1  | 1  | 5 | 12 | 37 | −25 | 3  | Retrocessione in Prima Divisione A 2024    |

1. 1 2  Austria-Ungheria 4–3.

#### Risultati
| Tampere 12 maggio 2023, ore 16:20 UTC+3 | Finlandia | 1 – 4 (1-0, 0-1, 0-3) referto | Stati Uniti | Nokia Arena (12056 spett.) |

| Tampere 12 maggio 2023, ore 20:20 UTC+3 | Svezia | 1 – 0 (0-0, 0-0, 1-0) referto | Germania | Nokia Arena (9179 spett.) |

| Tampere 13 maggio 2023, ore 12:20 UTC+3 | Francia | 2 – 1 (d.t.s.) (1-0, 0-0, 0-1, 1-0) referto | Austria | Nokia Arena (7626 spett.) |

| Tampere 13 maggio 2023, ore 16:20 UTC+3 | Ungheria | 1 – 3 (0-1, 0-1, 1-1) referto | Danimarca | Nokia Arena (7633 spett.) |

| Tampere 13 maggio 2023, ore 20:20 UTC+3 | Germania | 3 – 4 (1-1, 2-2, 0-1) referto | Finlandia | Nokia Arena (11712 spett.) |

| Tampere 14 maggio 2023, ore 12:20 UTC+3 | Stati Uniti | 7 – 1 (2-1, 2-0, 3-0) referto | Ungheria | Nokia Arena (5258 spett.) |

| Tampere 14 maggio 2023, ore 16:20 UTC+3 | Francia | 3 – 4 (d.t.s.) (0-2, 3-1, 0-0, 0-1) referto | Danimarca | Nokia Arena (4542 spett.) |

| Tampere 14 maggio 2023, ore 20:20 UTC+3 | Svezia | 5 – 0 (1-0, 2-0, 2-0) referto | Austria | Nokia Arena (5950 spett.) |

| Tampere 15 maggio 2023, ore 16:20 UTC+3 | Germania | 2 – 3 (0-0, 2-1, 0-2) referto | Stati Uniti | Nokia Arena (8003 spett.) |

| Tampere 15 maggio 2023, ore 20:20 UTC+3 | Finlandia      | 1 – 1 (d.t.s.) (0-0, 0-1, 1-0, 0-0) referto | Svezia | Nokia Arena (12039 spett.) |
| \| \| \| \| \| \| Shootout 0 – 1 \| \|  |                |                                             |        |                            |
|                                         |                |                                             |        |                            |
|                                         | Shootout 0 – 1 |                                             |        |                            |

| Tampere 16 maggio 2023, ore 16:20 UTC+3 | Danimarca | 6 – 2 (1-0, 1-1, 4-1) referto | Austria | Nokia Arena (3131 spett.) |

| Tampere 16 maggio 2023, ore 20:20 UTC+3 | Francia | 2 – 3 (d.t.s.) (1-1, 1-1, 0-0, 0-1) referto | Ungheria | Nokia Arena (3075 spett.) |

| Tampere 17 maggio 2023, ore 16:20 UTC+3 | Stati Uniti | 4 – 1 (0-0, 2-1, 2-0) referto | Austria | Nokia Arena (7676 spett.) |

| Tampere 17 maggio 2023, ore 20:20 UTC+3 | Finlandia | 5 – 3 (1-1, 2-1, 2-1) referto | Francia | Nokia Arena (11638 spett.) |

| Tampere 18 maggio 2023, ore 16:20 UTC+3 | Ungheria | 1 – 7 (1-3, 0-3, 0-1) referto | Svezia | Nokia Arena (6566 spett.) |

| Tampere 18 maggio 2023, ore 20:20 UTC+3 | Danimarca | 4 – 6 (1-0, 1-3, 2-3) referto | Germania | Nokia Arena (3964 spett.) |

| Tampere 19 maggio 2023, ore 16:20 UTC+3 | Ungheria | 1 – 7 (0-1, 1-1, 0-5) referto | Finlandia | Nokia Arena (11547 spett.) |

| Tampere 19 maggio 2023, ore 20:20 UTC+3 | Austria | 2 – 4 (1-2, 0-1, 1-1) referto | Germania | Nokia Arena (7451 spett.) |

| Tampere 20 maggio 2023, ore 12:20 UTC+3 | Stati Uniti | 3 – 0 (0-0, 0-0, 3-0) referto | Danimarca | Nokia Arena (8951 spett.) |

| Tampere 20 maggio 2023, ore 16:20 UTC+3 | Austria | 1 – 3 (1-2, 0-0, 0-1) referto | Finlandia | Nokia Arena (11785 spett.) |

| Tampere 20 maggio 2023, ore 20:20 UTC+3 | Svezia | 4 – 0 (4-0, 0-0, 0-0) referto | Francia | Nokia Arena (8454 spett.) |

| Tampere 21 maggio 2023, ore 16:20 UTC+3 | Germania | 7 – 2 (1-0, 3-0, 3-2) referto | Ungheria | Nokia Arena (4821 spett.) |

| Tampere 21 maggio 2023, ore 20:20 UTC+3 | Stati Uniti | 9 – 0 (3-0, 1-0, 5-0) referto | Francia | Nokia Arena (6539 spett.) |

| Tampere 22 maggio 2023, ore 16:20 UTC+3 | Danimarca | 1 – 4 (1-1, 0-1, 0-2) referto | Svezia | Nokia Arena (6573 spett.) |

| Tampere 22 maggio 2023, ore 20:20 UTC+3 | Austria        | 3 – 3 (d.t.s.) (1-2, 2-1, 0-0, 0-0) referto | Ungheria | Nokia Arena (3068 spett.) |
| \| \| \| \| \| \| Shootout 1 – 0 \| \|  |                |                                             |          |                           |
|                                         |                |                                             |          |                           |
|                                         | Shootout 1 – 0 |                                             |          |                           |

| Tampere 23 maggio 2023, ore 12:20 UTC+3 | Germania | 5 – 0 (2-0, 1-0, 2-0) referto | Francia | Nokia Arena (8598 spett.) |

| Tampere 23 maggio 2023, ore 16:20 UTC+3 | Svezia | 3 – 4 (d.t.s.) (1-1, 0-2, 2-0, 0-1) referto | Stati Uniti | Nokia Arena (8781 spett.) |

| Tampere 23 maggio 2023, ore 20:20 UTC+3 | Finlandia | 7 – 1 (3-0, 3-0, 1-1) referto | Danimarca | Nokia Arena (11491 spett.) |

### Gruppo B
| Pos | Squadra      | G | V | VS | PS | P | GF | GS | DG  | Pt | Qualificazione o retrocessione             |
| --- | ------------ | - | - | -- | -- | - | -- | -- | --- | -- | ------------------------------------------ |
| 1   | Svizzera     | 7 | 6 | 0  | 1  | 0 | 29 | 10 | +19 | 19 | Quarti di finale                           |
| 2   | Canada       | 7 | 4 | 1  | 1  | 1 | 25 | 11 | +14 | 15 | Quarti di finale                           |
| 3   | Lettonia (H) | 7 | 3 | 2  | 0  | 2 | 21 | 17 | +4  | 13 | Quarti di finale                           |
| 4   | Rep. Ceca    | 7 | 4 | 0  | 1  | 2 | 22 | 16 | +6  | 13 | Quarti di finale                           |
| 5   | Slovacchia   | 7 | 3 | 0  | 2  | 2 | 15 | 15 | 0   | 11 | Qualificazione al Campionato mondiale 2024 |
| 6   | Kazakistan   | 7 | 1 | 2  | 0  | 4 | 14 | 31 | −17 | 7  | Qualificazione al Campionato mondiale 2024 |
| 7   | Norvegia     | 7 | 1 | 1  | 1  | 4 | 9  | 17 | −8  | 6  | Qualificazione al Campionato mondiale 2024 |
| 8   | Slovenia     | 7 | 0 | 0  | 0  | 7 | 9  | 27 | −18 | 0  | Retrocessione in Prima Divisione A 2024    |

1. 1 2  Repubblica Ceca-Lettonia 3–4.

#### Risultati
| Riga 12 maggio 2023, ore 16:20 UTC+3 | Slovacchia | 2 – 3 (2-3, 0-0, 0-0) referto | Rep. Ceca | Arena Riga (7800 spett.) |

| Riga 12 maggio 2023, ore 20:20 UTC+3 | Lettonia | 0 – 6 (0-2, 0-2, 0-2) referto | Canada | Arena Riga (9260 spett.) |

| Riga 13 maggio 2023, ore 12:20 UTC+3 | Svizzera | 7 – 0 (2-0, 1-0, 4-0) referto | Slovenia | Arena Riga (3260 spett.) |

| Riga 13 maggio 2023, ore 16:20 UTC+3   | Norvegia       | 3 – 3 (d.t.s.) (2-1, 1-1, 0-1, 0-0) referto | Kazakistan | Arena Riga (2870 spett.) |
| \| \| \| \| \| \| Shootout 0 – 1 \| \| |                |                                             |            |                          |
|                                        |                |                                             |            |                          |
|                                        | Shootout 0 – 1 |                                             |            |                          |

| Riga 13 maggio 2023, ore 20:20 UTC+3 | Slovacchia | 2 – 1 (1-0, 0-1, 1-0) referto | Lettonia | Arena Riga (8930 spett.) |

| Riga 14 maggio 2023, ore 12:20 UTC+3 | Slovenia | 2 – 5 (1-0, 0-3, 1-2) referto | Canada | Arena Riga (3380 spett.) |

| Riga 14 maggio 2023, ore 16:20 UTC+3 | Norvegia | 0 – 3 (0-2, 0-0, 0-1) referto | Svizzera | Arena Riga (3232 spett.) |

| Riga 14 maggio 2023, ore 20:20 UTC+3 | Rep. Ceca | 5 – 1 (2-0, 0-1, 3-0) referto | Kazakistan | Arena Riga (3670 spett.) |

| Riga 15 maggio 2023, ore 16:20 UTC+3   | Slovacchia     | 1 – 1 (d.t.s.) (1-1, 0-0, 0-0, 0-0) referto | Canada | Arena Riga (4640 spett.) |
| \| \| \| \| \| \| Shootout 0 – 1 \| \| |                |                                             |        |                          |
|                                        |                |                                             |        |                          |
|                                        | Shootout 0 – 1 |                                             |        |                          |

| Riga 15 maggio 2023, ore 20:20 UTC+3 | Rep. Ceca | 3 – 4 (d.t.s.) (1-0, 1-2, 1-1, 0-1) referto | Lettonia | Arena Riga (7780 spett.) |

| Riga 16 maggio 2023, ore 16:20 UTC+3 | Slovenia | 0 – 1 (0-1, 0-0, 0-0) referto | Norvegia | Arena Riga (2167 spett.) |

| Riga 16 maggio 2023, ore 20:20 UTC+3 | Svizzera | 5 – 0 (1-0, 2-0, 2-0) referto | Kazakistan | Arena Riga (2792 spett.) |

| Riga 17 maggio 2023, ore 16:20 UTC+3 | Lettonia | 2 – 1 (0-0, 2-1, 0-0) referto | Norvegia | Arena Riga (6872 spett.) |

| Riga 17 maggio 2023, ore 20:20 UTC+3 | Canada | 5 – 1 (4-1, 0-0, 1-0) referto | Kazakistan | Arena Riga (3411 spett.) |

| Riga 18 maggio 2023, ore 16:20 UTC+3 | Rep. Ceca | 6 – 2 (0-2, 1-0, 5-0) referto | Slovenia | Arena Riga (3670 spett.) |

| Riga 18 maggio 2023, ore 20:20 UTC+3 | Svizzera | 4 – 2 (1-0, 1-2, 2-0) referto | Slovacchia | Arena Riga (4840 spett.) |

| Riga 19 maggio 2023, ore 16:20 UTC+3 | Lettonia | 3 – 2 (1-0, 2-2, 0-0) referto | Slovenia | Arena Riga (9180 spett.) |

| Riga 19 maggio 2023, ore 20:20 UTC+3   | Kazakistan     | 3 – 3 (d.t.s.) (0-1, 3-0, 0-2, 0-0) referto | Slovenia | Arena Riga (3670 spett.) |
| \| \| \| \| \| \| Shootout 1 – 0 \| \| |                |                                             |          |                          |
|                                        |                |                                             |          |                          |
|                                        | Shootout 1 – 0 |                                             |          |                          |

| Riga 20 maggio 2023, ore 12:20 UTC+3 | Norvegia | 0 – 2 (0-2, 0-0, 0-0) referto | Rep. Ceca | Arena Riga (5348 spett.) |

| Riga 20 maggio 2023, ore 16:20 UTC+3 | Canada | 2 – 3 (0-0, 1-2, 1-1) referto | Svizzera | Arena Riga (8234 spett.) |

| Riga 20 maggio 2023, ore 20:20 UTC+3 | Kazakistan | 0 – 7 (0-2, 0-3, 0-2) referto | Lettonia | Arena Riga (9200 spett.) |

| Riga 21 maggio 2023, ore 16:20 UTC+3 | Slovenia | 0 – 1 (0-0, 0-1, 0-0) referto | Slovacchia | Arena Riga (4460 spett.) |

| Riga 21 maggio 2023, ore 20:20 UTC+3 | Rep. Ceca | 2 – 4 (1-1, 0-2, 1-1) referto | Svizzera | Arena Riga (7150 spett.) |

| Riga 22 maggio 2023, ore 16:20 UTC+3   | Canada         | 2 – 2 (d.t.s.) (0-1, 1-1, 1-0, 0-0) referto | Norvegia | Arena Riga (4834 spett.) |
| \| \| \| \| \| \| Shootout 0 – 1 \| \| |                |                                             |          |                          |
|                                        |                |                                             |          |                          |
|                                        | Shootout 0 – 1 |                                             |          |                          |

| Riga 22 maggio 2023, ore 20:20 UTC+3 | Kazakistan | 4 – 3 (1-1, 1-1, 2-1) referto | Slovenia | Arena Riga (4140 spett.) |

| Riga 23 maggio 2023, ore 12:20 UTC+3 | Slovacchia | 4 – 1 (3-0, 0-1, 1-0) referto | Norvegia | Arena Riga (4170 spett.) |

| Riga 23 maggio 2023, ore 16:20 UTC+3 | Canada | 3 – 1 (1-0, 0-1, 2-0) referto | Rep. Ceca | Arena Riga (6420 spett.) |

| Riga 23 maggio 2023, ore 20:20 UTC+3 | Svizzera | 3 – 4 (d.t.s.) (0-0, 1-2, 2-1, 0-1) referto | Lettonia | Arena Riga (9178 spett.) |

## Fase a eliminazione diretta
|  | Quarti di finale | Quarti di finale |             |                | Semifinali                | Semifinali                |  |  | Finale    | Finale |
|  |                  |                  |             |                |                           |                           |  |  |           |        |
|  | 25 maggio        |                  |             |                |                           |                           |  |  |           |        |
|  |                  |                  |             |                |                           |                           |  |  |           |        |
|  | Stati Uniti      | 3                |             |                |                           |                           |  |  |           |        |
|  | Stati Uniti      | 3                | 27 maggio   |                |                           |                           |  |  |           |        |
|  | Rep. Ceca        | 0                |             |                |                           |                           |  |  |           |        |
|  | Rep. Ceca        | 0                | Stati Uniti | 3              |                           |                           |  |  |           |        |
|  | 25 maggio        |                  | Stati Uniti | 3              |                           |                           |  |  |           |        |
|  |                  | Germania (dts)   | 4           |                |                           |                           |  |  |           |        |
|  | Svizzera         | Germania (dts)   | 4           | 1              |                           |                           |  |  |           |        |
|  | Svizzera         |                  | 28 maggio   | 1              |                           |                           |  |  |           |        |
|  | Germania         | 3                |             |                |                           |                           |  |  |           |        |
|  | Germania         | 3                | Germania    | 2              |                           |                           |  |  |           |        |
|  | 25 maggio        |                  | Germania    | 2              |                           |                           |  |  |           |        |
|  |                  | Canada           | 5           |                |                           |                           |  |  |           |        |
|  | Canada           | Canada           | 5           | 4              |                           |                           |  |  |           |        |
|  | Canada           | 27 maggio        |             | 4              |                           |                           |  |  |           |        |
|  | Finlandia        | 1                |             |                |                           |                           |  |  |           |        |
|  | Finlandia        | 1                | Canada      | 4              | Finale per il terzo posto | Finale per il terzo posto |  |  |           |        |
|  | 25 maggio        |                  | Canada      | 4              | Finale per il terzo posto | Finale per il terzo posto |  |  |           |        |
|  |                  | Lettonia         | 2           |                |                           |                           |  |  |           |        |
|  | Svezia           | Lettonia         | 2           | 1              | Stati Uniti               | 3                         |  |  |           |        |
|  | Svezia           |                  |             | 1              | Stati Uniti               | 3                         |  |  |           |        |
|  | Lettonia         | 3                |             | Lettonia (dts) | 4                         |                           |  |  |           |        |
|  | Lettonia         | 3                |             |                | 4                         |                           |  |  |           |        |
|  |                  |                  |             |                |                           |                           |  |  | 28 maggio |        |
|  |                  |                  |             |                |                           |                           |  |  |           |        |

### Quarti di finale
| Tampere 25 maggio 2023, ore 16:20 UTC+3 | Stati Uniti | 3 – 0 (1-0, 1-0, 1-0) referto | Rep. Ceca | Nokia Arena (7411 spett.) |

| Riga 25 maggio 2023, ore 16:20 UTC+3 | Svizzera | 1 – 3 (0-1, 1-2, 0-0) referto | Germania | Arena Riga (2896 spett.) |

| Tampere 25 maggio 2023, ore 20:20 UTC+3 | Canada | 4 – 1 (1-0, 1-0, 2-1) referto | Finlandia | Nokia Arena (11529 spett.) |

| Riga 25 maggio 2023, ore 20:20 UTC+3 | Svezia | 1 – 3 (0-1, 1-0, 0-2) referto | Lettonia | Arena Riga (9200 spett.) |

### Semifinali
| Tampere 27 maggio 2023, ore 14:20 UTC+3 | Canada | 4 – 2 (0-1, 1-1, 3-0) referto | Lettonia | Nokia Arena (8669 spett.) |

| Tampere 27 maggio 2023, ore 18:20 UTC+3 | Stati Uniti | 3 – 4 (d.t.s.) (2-2, 1-0, 0-1, 0-1) referto | Germania | Nokia Arena (8011 spett.) |

### Finale per il 3º posto
| Tampere 28 maggio 2023, ore 15:20 UTC+3 | Stati Uniti | 3 – 4 (d.t.s.) (2-2, 0-0, 1-1, 0-1) referto | Lettonia | Nokia Arena (11033 spett.) |

### Finalissima
| Tampere 28 maggio 2023, ore 20:20 UTC+3 | Canada | 5 – 2 (1-1, 1-1, 3-0) referto | Germania | Nokia Arena (10470 spett.) |

## Classifica finale
Le quinte classificate dei gironi sono classificate nona e decima, le seste classificate undicesima e dodicesima, e così via.
| Pos | Gr | Squadra       | G  | V | VS | PS | P | GF | GS | DG  | Pt | Final result                         |
| --- | -- | ------------- | -- | - | -- | -- | - | -- | -- | --- | -- | ------------------------------------ |
| 1   | B  | Canada        | 10 | 7 | 1  | 1  | 1 | 38 | 16 | +22 | 24 | Campione                             |
| 2   | A  | Germania      | 10 | 5 | 1  | 0  | 4 | 36 | 25 | +11 | 17 | Secondo posto                        |
| 3   | B  | Lettonia (H)  | 10 | 4 | 3  | 0  | 3 | 30 | 25 | +5  | 18 | Terzo posto                          |
| 4   | A  | Stati Uniti   | 10 | 7 | 1  | 2  | 0 | 43 | 16 | +27 | 25 | Quarto posto                         |
|     |    |               |    |   |    |    |   |    |    |     |    |                                      |
| 5   | B  | Svizzera      | 8  | 6 | 0  | 1  | 1 | 30 | 13 | +17 | 19 | Eliminate ai quarti di finale        |
| 6   | A  | Svezia        | 8  | 5 | 1  | 1  | 1 | 27 | 10 | +17 | 18 | Eliminate ai quarti di finale        |
| 7   | A  | Finlandia (H) | 8  | 5 | 0  | 1  | 2 | 29 | 19 | +10 | 16 | Eliminate ai quarti di finale        |
| 8   | B  | Rep. Ceca     | 8  | 4 | 0  | 1  | 3 | 22 | 19 | +3  | 13 | Eliminate ai quarti di finale        |
|     |    |               |    |   |    |    |   |    |    |     |    |                                      |
| 9   | B  | Slovacchia    | 7  | 3 | 0  | 2  | 2 | 15 | 15 | 0   | 11 | Eliminate nella fase a gironi        |
| 10  | A  | Danimarca     | 7  | 2 | 1  | 0  | 4 | 19 | 26 | −7  | 8  | Eliminate nella fase a gironi        |
| 11  | B  | Kazakistan    | 7  | 1 | 2  | 0  | 4 | 14 | 31 | −17 | 7  | Eliminate nella fase a gironi        |
| 12  | A  | Francia       | 7  | 0 | 1  | 2  | 4 | 10 | 31 | −21 | 4  | Eliminate nella fase a gironi        |
| 13  | B  | Norvegia      | 7  | 1 | 1  | 1  | 4 | 9  | 17 | −8  | 6  | Eliminate nella fase a gironi        |
| 14  | A  | Austria       | 7  | 0 | 1  | 1  | 5 | 11 | 27 | −16 | 3  | Eliminate nella fase a gironi        |
|     |    |               |    |   |    |    |   |    |    |     |    |                                      |
| 15  | A  | Ungheria      | 7  | 0 | 1  | 1  | 5 | 12 | 37 | −25 | 3  | Retrocesse in Prima Divisione A 2024 |
| 16  | B  | Slovenia      | 7  | 0 | 0  | 0  | 7 | 9  | 27 | −18 | 0  | Retrocesse in Prima Divisione A 2024 |